# Monika Alwasiak
Monika Alwasiak (ur. w 1967 w Łodzi) – polska aktorka filmowa.

## Życiorys
Na ekranie występowała głównie jako aktorka dziecięca. Absolwentka XXVI Liceum Ogólnokształcącego im. Krzysztofa Kamila Baczyńskiego w Łodzi. Po maturze dwukrotnie próbowała dostać się na studia aktorskie. Studiowała na Uniwersytecie Łódzkim, gdzie ukończyła matematykę (1991) oraz studia podyplomowe z bankowości (1998). Pracowała jako nauczyciel matematyki w Zespole Szkół Elektrycznych w Pabianicach (do 1996 roku), następnie podjęła pracę w banku.
W 1979 roku otrzymała nagrodę aktorską na Krajowym Festiwalu Filmów Telewizyjnych i Kinowych w Gerze za tytułową rolę w filmie "Józia". 

## Filmografia
- Józia (1977) - Józia
- Pogrzeb świerszcza (1978) - Tereska
- Bestia (1978) - Helenka, siostra Anny
- Gazda z Diabelnej (1979) - Greta (odc. 1)
- Kłusownik (1980) - Iga
- Na tropach Bartka (1980) - Iga
- Rycerze i rabusie (1984) - córka Stadnickiego (odc. 2)
- Alabama (1984) - Monika, siostra Bożeny
- Zielone kasztany (1985) - Irmina Krajewska, siostra Marka